# Amor romántico

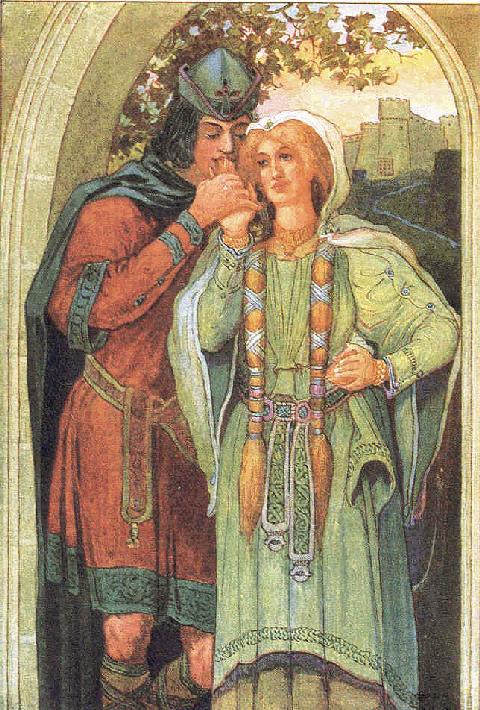
Tristán e Isolda son, según Denis de Rouguemont, un prototipo literario de amor romántico.

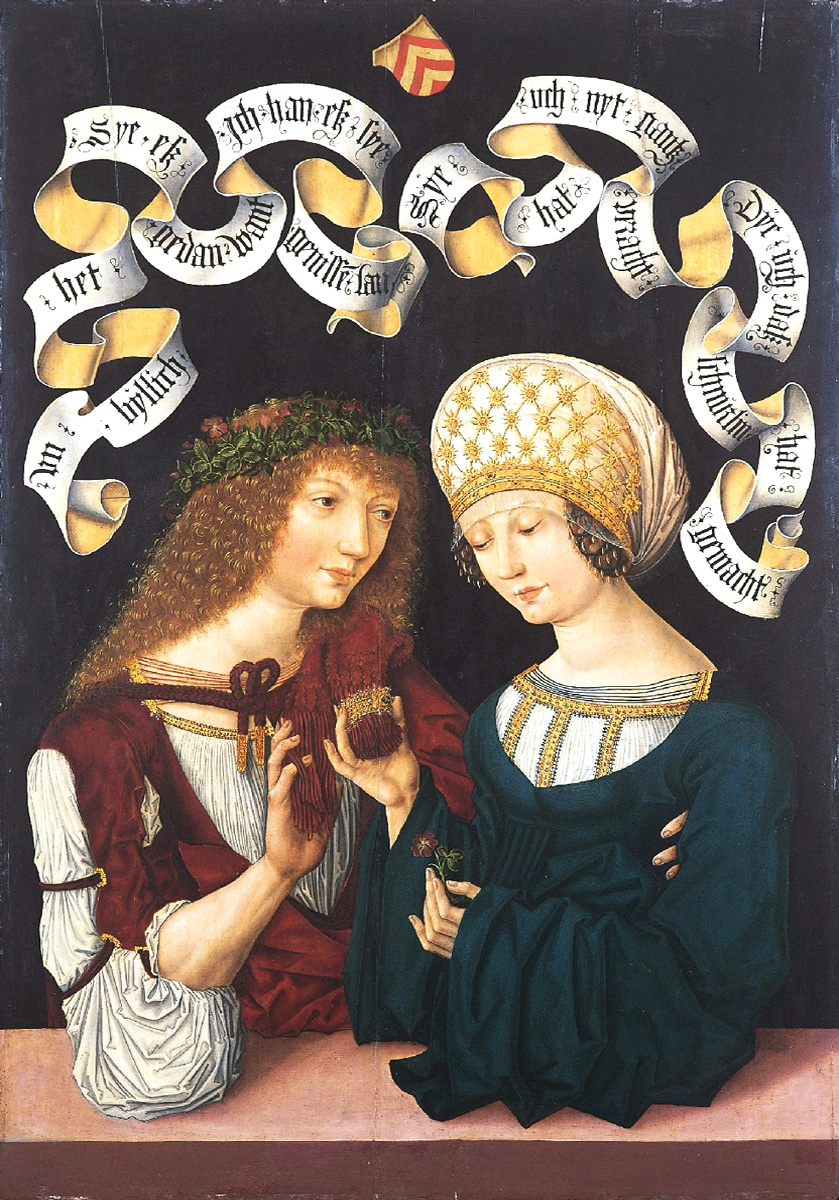
Un par de amantes 1480-1485.

El amor romántico o romance es un sentimiento de amor o una fuerte atracción hacia otra persona. El cortejo es emprendido por uno de los individuos del grupo para expresar aquellos sentimientos y emociones resultantes. El amor romántico es por lo general, un sentimiento expresivo, amoroso y placentero, aunque también puede ser íntimo. El amor romántico está relacionado como un tipo de atracción sexual, pero esta no es imprescindible.
Desde un punto de vista histórico, literario y sociológico, el amor romántico supuso -y supone hoy en día también- una revolución de los amantes contra las convenciones impuestas por la sociedad. En este sentido, el amor romántico es el ideal que guía la lucha de los amantes por su libertad para elegir pareja. 

## Definiciones generales
Adam Bode y Geoff Kushnick llevaron a cabo en 2021, una reseña comprensiva del amor romántico desde un punto de vista biológico. Ellos consideraron que la psicología detrás del amor romántico, sus mecanismos, su desarrollo a lo largo de la vida, funciones y evolución, basándose en esto factores, Bode y Kushnick propusieron una definición biológica del amor romántico:

El amor romántico es un estado emocional típicamente asociado con un deseo por un pareamiento a largo plazo con un individuo en particular. Ocurre a través de la vida y está asociado con actividad cognitiva, emocional, conductual, social, genética, neuronal y endocrina en ambos sexos. A lo largo de gran parte de la vida, cumple funciones de selección intersexual, cortejo, sexo y unión. Es un conjunto de adaptaciones y subproductos que surgieron en algún momento de la historia evolutiva de los humanos.
Adam Bode y Geoff Kushnick

El antropólogo de la Universidad de Boston, Charles Lindholm definió el amor romántico como «toda atracción intensa que involucra la idealización del otro, dentro de un contexto de erótico, con la expectatica de perdurar en algún momento en el futuro».

### Uso histórico
La palabra «romance» proviene de la lengua vernácula francesa, donde inicialmente indicaba una narrativa en verso. La palabra era originalmente un adjetivo de origen latino, «romanicus», que significa ‘del estilo de la Romana’. Los cuentos vernáculos medievales europeos, la épica y las baladas generalmente trataban sobre el aventura caballeresca, y no incorporaron el concepto de amor hasta avanzado el siglo XVII. La palabra romance desarrolló otros significados, como las definiciones españolas e italianas de principios del siglo XIX de «aventurero» y «apasionado», que podían intimar tanto con la «aventura amorosa» como con la «cualidad idealista».

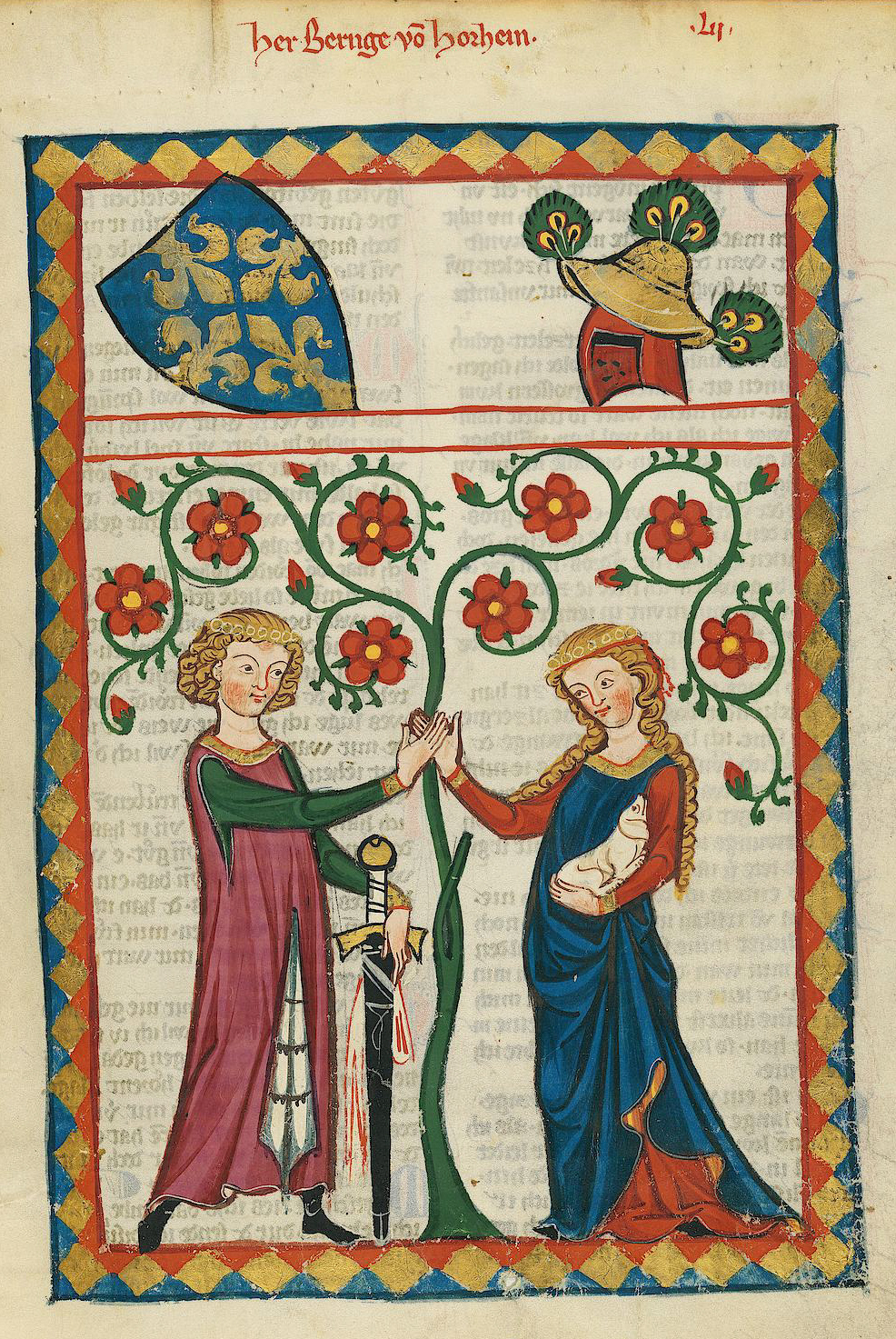
Bernger von Horheim en el Codex Manesse (principios del)

Antropólogos como Claude Lévi-Strauss demuestran que había formas complejas de cortejo en las sociedades primitivas, tanto antiguas como contemporáneas. Sin embargo, puede que no haya pruebas de que los miembros de tales sociedades formaran relaciones amorosas distintas de sus costumbres establecidas de una manera que fuera paralela al romance moderno. Los matrimonios solían ser concertados, pero se tenían en cuenta los deseos de los que se iban a casar, ya que el afecto era importante para las tribus primitivas.
En la mayoría de las sociedades primitivas estudiadas por los antropólogos, las relaciones extramatrimoniales y prematrimoniales entre hombres y mujeres eran completamente libres. Los miembros de las parejas temporales se sentían atraídos sexualmente más que por cualquier otra persona, pero en todos los demás aspectos sus relaciones no habían demostrado las características del amor romántico. En el libro de Boris Shipov Teoría del amor romántico  se han recogido las correspondientes evidencias de los antropólogos. Lewis H. Morgan: «La pasión del amor era desconocida entre los bárbaros. Están por debajo del sentimiento, que es hijo de la civilización y el super refinamiento del amor era desconocido entre los bárbaros». Margaret Mead: «El amor romántico tal y como se da en nuestra civilización, inextricablemente ligado a las ideas de monogamia, exclusividad, celos y fidelidad sin desviaciones no se da en Samoa». Bronislaw Malinowski: «Aunque el código social no favorece el romance, los elementos románticos y los vínculos personales imaginativos no están del todo ausentes en el cortejo y el matrimonio de los trobriandeses».
Hay que notar que el fenómeno que B. Malinowski llama amor en realidad tiene muy poco en común con el amor europeo: «Así pues, no hay nada de ida y vuelta en un cortejo trobriandés; tampoco se buscan relaciones personales plenas, con la posesión sexual sólo como consecuencia. Simple y directamente se pide un encuentro con la intención declarada de gratificación sexual. Si la invitación es aceptada, la satisfacción del deseo del muchacho elimina el estado de ánimo romántico, el anhelo de lo inalcanzable y misterioso». «Un punto importante es que la comunidad de intereses de la pareja se limita únicamente a la relación sexual. La pareja comparte la cama y nada más. ... No hay servicios que deban prestarse mutuamente, no tienen ninguna obligación de ayudarse el uno al otro...».
Los aborígenes de la isla de Mangaia, en la Polinesia, que dominaban la lengua inglesa, utilizaban la palabra «love» con un significado completamente diferente al habitual para la persona educada en la cultura europea. Donald S.Marshall: «Los informantes y colaboradores mangueses estaban bastante interesados en el concepto europeo de “amor”. Los mangueses de habla inglesa habían utilizado anteriormente el término sólo en un sentido físico de deseo sexual; decir “I love you” en inglés a otra persona equivalía a decir “I want to copulate with you”. Los componentes de afecto y compañerismo, que pueden caracterizar el uso europeo del término, desconcertaron a los mangueses cuando discutimos el término». «Las principales conclusiones que se pueden extraer de un análisis de los componentes emocionales de los sentimientos de las relaciones sexuales en Mangaia son:
1. No existe ninguna conexión cultural entre la disposición a copular con una persona y cualquier sentimiento de afecto o gusto o admiración entre los compañeros de copulación.
2. El grado de “pasión” entre dos individuos en las relaciones sexuales no está relacionado con una implicación emocional, sino con los grados de instrucción y uso de técnicas sexuales».[12]

Nathaniel Branden afirma que «en virtud de la “mentalidad tribal”, en las culturas primitivas la idea del amor romántico no existía en absoluto. Los vínculos individuales apasionados son evidentemente vistos como una amenaza a los valores tribales y a la autoridad tribal». La doctora Audrey Richards, antropóloga que vivió entre los bemba del norte de Rodesia en la década de 1930, relató una vez a un grupo de ellos una fábula popular inglesa sobre un joven príncipe que escalaba montañas de cristal, cruzaba abismos y luchaba contra dragones, todo ello para conseguir la mano de una doncella a la que amaba. Los bemba estaban claramente desconcertados, pero permanecieron en silencio. Finalmente, un viejo jefe tomó la palabra, expresando los sentimientos de todos los presentes en la más simple de las preguntas: «¿Por qué no tomar otra chica?», preguntó.
Los primeros matrimonios de los que se tiene constancia en Mesopotamia, Grecia, Roma y entre los hebreos se utilizaban para asegurar alianzas y producir descendencia. No fue hasta la Edad Media cuando el amor comenzó a ser una parte real del matrimonio. Los matrimonios que surgieron fuera del matrimonio concertado fueron la mayoría de las veces relaciones espontáneas. En Ladies of the Leisure Class, la profesora de la Rutgers University Bonnie G. Smith describe los rituales de cortejo y matrimonio que pueden considerarse opresivos para la gente moderna. Escribe: «Cuando las jóvenes del Norte se casaban, lo hacían sin ilusiones de amor y romance. Actuaban dentro de un marco de preocupación por la reproducción del linaje en función de intereses financieros, profesionales y, a veces, políticos».
Anthony Giddens, en La transformación de la intimidad: Sexualidad, amor y erotismo en la sociedad moderna, afirma que el amor romántico introdujo la idea de una narrativa en la vida de un individuo, y contar una historia es un significado raíz del término romance. Según Giddens, el auge del amor romántico coincidió más o menos con la aparición de la novela. Fue entonces cuando el amor romántico, asociado a la libertad y, por tanto, a los ideales del amor romántico, creó los vínculos entre la libertad y la autorrealización.
David R. Shumway afirma que «el discurso de la intimidad» surgió en el último tercio del siglo XX, con la intención de explicar cómo funcionaba el matrimonio y otras relaciones, y argumentando específicamente que la cercanía emocional es mucho más importante que la pasión, coexistiendo la intimidad y el romance.
Un ejemplo de los cambios experimentados en las relaciones a principios del siglo XXI fue explorado por Giddens con respecto a las relaciones homosexuales. Según Giddens, al no poder casarse los homosexuales se vieron obligados a ser pioneros en relaciones más abiertas y negociadas. Este tipo de relaciones caló luego en la población heterosexual.

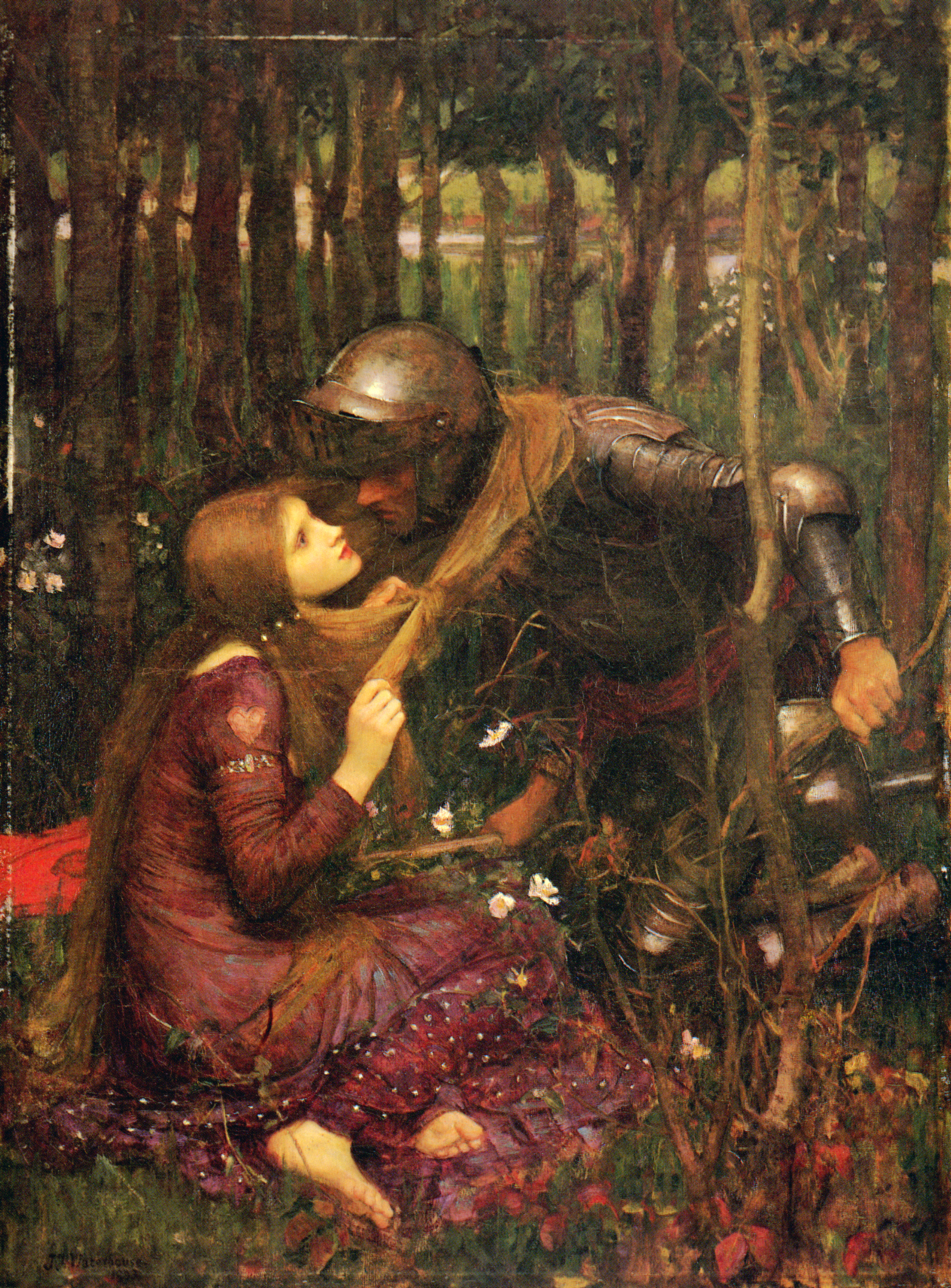
La Belle Dame sans Merci 1893, de John William Waterhouse

## El origen del amor romántico
Boris Shipov plantea la hipótesis de que «aquellos mecanismos psicológicos que dan lugar a la limerencia o amor romántico entre un hombre y una mujer [surgen] como producto de la contradicción entre el deseo sexual y la moralidad de una sociedad monógama, que impide la realización de esta atracción».
F. Engels, en su libro El origen de la familia, la propiedad privada y el Estado: «La monogamia era la única forma conocida de la familia bajo la cual podía desarrollarse el amor sexual moderno, no se deduce que este amor se desarrollara exclusivamente, ni siquiera predominantemente, en ella como amor mutuo de los cónyuges. Toda la naturaleza del matrimonio monógamo estricto bajo la dominación masculina excluía esto». Sigmund Freud afirmó: «Se puede demostrar fácilmente que el valor psíquico de las necesidades eróticas se reduce tan pronto como su satisfacción se hace fácil. Se necesita un obstáculo para aumentar la libido; y allí donde las resistencias naturales a la satisfacción no han sido suficientes los hombres han erigido en todo momento otras convencionales para poder disfrutar del amor. Esto es cierto tanto para los individuos como para las naciones. En épocas en las que no existían dificultades para la satisfacción sexual, como quizás durante la decadencia de las civilizaciones antiguas, el amor carecía de valor y la vida era vacía».

## Características
El amor idealizado es considerado como un sentimiento diferente y superior a las puras necesidades fisiológicas, como el deseo sexual o la lujuria, y generalmente implica una mezcla de deseo emocional y sexual, otorgándole, sin embargo, más énfasis a las emociones que al placer físico, a diferencia del amor platónico, que se centra en lo espiritual.
Algunos analistas contemporáneos afirman que las características más señaladas de este tipo de amor se confirman y difunden a través de relatos literarios, películas, canciones. Se trata de un tipo de afecto que, se presume, ha de ser para toda la vida (te querré siempre), exclusivo (no podré amar a nadie más que a ti), incondicional (te querré pase lo que pase) e implica un elevado grado de renuncia (te quiero más que a mi vida). Pilar Sampedro caracteriza el amor romántico de la siguiente manera:

Algunos elementos son prototípicos: inicio súbito (amor a primera vista), sacrificio por el otro, pruebas de amor, fusión con el otro, olvido de la propia vida, expectativas mágicas, como la de encontrar un ser absolutamente complementario (la media naranja), vivir en una simbiosis que se establece cuando los individuos se comportan como si de verdad tuviesen necesidad uno del otro para respirar y moverse, formando así, entre ambos, un todo indisoluble.

Un aspecto del amor romántico es la aleatoriedad de los encuentros que conducen al amor. La cultura occidental ha enfatizado históricamente el amor romántico mucho más que otras en las cuales los matrimonios arreglados son la regla. Sin embargo, la globalización ha extendido las ideas occidentales sobre el amor y el romance.

## Psicología
Muchos teóricos intentan analizar el proceso del amor romántico.
La antropóloga Helen Fisher, en su libro Why We Love, utiliza escáneres cerebrales para demostrar que el amor es el producto de una reacción química en el cerebro. La norepinefrina y la dopamina, entre otras sustancias químicas cerebrales, son responsables de la excitación y la felicidad en los seres humanos y en los animales no humanos. Fisher utiliza la resonancia magnética para estudiar la actividad cerebral de una persona «enamorada» y concluye que el amor es un impulso natural tan poderoso como el hambre.
En su libro Lo que quieren las mujeres, lo que quieren los hombres, el antropólogo John Townsend lleva la base genética del amor un paso más allá al identificar cómo los sexos son diferentes en sus predisposiciones. La recopilación de Townsend de varios proyectos de investigación concluye que los hombres son susceptibles a la juventud y la belleza, mientras que las mujeres son susceptibles al estatus y la seguridad. Estas diferencias forman parte de un proceso de selección natural en el que los hombres buscan muchas mujeres sanas en edad de procrear para tener descendencia, y las mujeres buscan hombres que estén dispuestos y sean capaces de cuidar de ellas y de sus hijos.
La psicóloga Karen Horney en su artículo «The Problem of the Monogamous Ideal», indica que la sobrevaloración del amor conduce a la desilusión; el deseo de poseer a la pareja da lugar a que esta quiera escapar; y los roces contra el sexo dan lugar a la no realización. La desilusión más el deseo de escapar más la insatisfacción dan como resultado una hostilidad secreta, que hace que el otro miembro de la pareja se sienta alienado. La hostilidad secreta en uno y la alienación secreta en el otro hacen que los miembros de la pareja se odien en secreto. Este odio secreto suele llevar a uno de los dos, o a ambos, a buscar objetos de amor fuera del matrimonio o de la relación.
El psicólogo Harold Bessell, en su libro The Love Test, concilia las fuerzas opuestas señaladas por los investigadores mencionados y muestra que hay dos factores que determinan la calidad de una relación. Bessell propone que las personas se ven atraídas por una fuerza que él llama «atracción romántica», que es una combinación de factores genéticos y culturales. Esta fuerza puede ser débil o fuerte y puede ser sentida en diferentes grados por cada uno de los dos compañeros de amor. El otro factor es la «madurez emocional», que es el grado en que una persona es capaz de dar un buen trato en una relación amorosa. Así, puede decirse que una persona inmadura es más propensa a sobrevalorar el amor, desilusionarse y tener una aventura, mientras que una persona madura es más probable que vea la relación en términos realistas y actúe de forma constructiva para solucionar los problemas.
Tradicionalmente se considera que el amor romántico, en el sentido abstracto del término, implica una mezcla de deseo emocional y sexual por otro como persona. Sin embargo, Lisa M. Diamond, psicóloga de la Universidad de Utah, propone que el deseo sexual y el amor romántico son funcionalmente independientes y que el amor romántico no está intrínsecamente orientado a las parejas del mismo género o de otro género. También propone que los vínculos entre el amor y el deseo son bidireccionales y no unilaterales. Además, Diamond no afirma que el sexo de uno tenga prioridad sobre otro sexo (un hombre o una mujer) en el amor romántico, porque su teoría sugiere que es tan posible que alguien que es homosexual se enamore de alguien del otro género como que alguien que es heterosexual se enamore de alguien del mismo género. En su revisión de 2012 sobre este tema, Diamond destacó que lo que es cierto para los hombres puede no serlo para las mujeres. Según Diamond, en la mayoría de los hombres la orientación sexual es fija y muy probablemente innata, pero en muchas mujeres la orientación sexual puede variar de 0 a 6 en la escala de Kinsey y viceversa.
Martie Haselton, psicóloga de la UCLA, considera que el amor romántico es un «dispositivo de compromiso» o mecanismo que anima a dos humanos a formar un vínculo duradero. Ha explorado los fundamentos evolutivos que han dado forma al amor romántico moderno y ha llegado a la conclusión de que las relaciones duraderas son útiles para garantizar que los niños lleguen a la edad reproductiva y sean alimentados y cuidados por dos padres. Haselton y sus colegas han encontrado pruebas en sus experimentos que sugieren la adaptación del amor. La primera parte del experimento consiste en hacer que las personas piensen en lo mucho que aman a alguien y luego supriman los pensamientos sobre otras personas atractivas. En la segunda parte del experimento se pide a las mismas personas que piensen en lo mucho que desean sexualmente a esas mismas parejas y que luego traten de suprimir los pensamientos sobre otras. Los resultados mostraron que el amor es más eficaz para expulsar a esos rivales que el sexo.
Una investigación de la Universidad de Pavía[¿quién?] sugiere que el amor romántico dura aproximadamente un año (similar a la limerencia) antes de ser sustituido por un «amor de compañía», más estable y no pasional». En el amor de compañía, los cambios se producen desde la fase inicial del amor hasta que la relación se consolida y los sentimientos románticos parecen terminar. Sin embargo, una investigación de la Universidad Stony Brook de Nueva York sugiere que algunas parejas mantienen vivos los sentimientos románticos durante mucho más tiempo.